# Carrie Snodgress
Caroline Snodgress, conocida como Carrie Snodgress (Park Ridge, Illinois; 27 de octubre de 1945 - Los Ángeles, California; 1 de abril de 2004) fue una actriz estadounidense.

## Biografía
Snodgress estudió en el instituto Maine Township de su ciudad natal y posteriormente en la Universidad del Norte de Illinois hasta que dejó sus estudios para dedicarse a la interpretación. Asistió a la Escuela Goodman de Arte Dramático de Chicago. Sus primeros trabajos como actriz profesional fueron pequeñas actuaciones en series televisivas hasta que en 1969 debutó en Easy Rider y un año después actuaría junto a James Caan en Rabbit Run.
En 1970 participó en Diary of a Mad Housewife con la que fue nominada a un Óscar a la Mejor Actriz y con la que obtuvo dos Globos de Oro en la misma categoría. Poco después empezaría una relación sentimental con el cantante Neil Young y aparcaría su carrera momentáneamente para criar a su hijo Zeke, el cual nació con lo que parecía ser parálisis cerebral hasta que los médicos que atendieron a la criatura atribuyeron su estado a un aneurisma cerebral. En 1978 volvió a la gran pantalla con La furia.
Dos años antes fue llamada para actuar con Sylvester Stallone en Rocky. Según declaraciones del actor:

«La primera opción para interpretar a Adrian era Carrie Snodgress. Quería que la familia de Adrian fuera de origen irlandés junto a Harvey Keitel, el cual podría hacer de hermano. Pero me dijo que no era rentable (estuvimos pagando 360 dólares sin impuestos) así que le dije que la quería de todas maneras. Finalmente ella rechazó el ofrecimiento para formar parte del reparto de Buffalo Bill y los indios, aunque no llegó a participar en el film.»

En 1971 se mudaría junto a su marido e hijo a un rancho del norte de California para ayudar a este en su tratamiento. Cuatro años después se divorció.
Posteriormente iniciaría una relación tormentosa con el compositor Jack Nitzsche. En 1979 la actriz le denunció por malos tratos y amenazarla de muerte. Tras reconocer su culpabilidad, Nitzsche fue sentenciado a tres años.
En 1981 debutó en Broadway con A Coupla White Chicks Sitting Around Talking. También destacó con All the Way Home, Oh!, What A Lovely War, Caesar and Cleopatra, Tartuffe, The Balcony and The Boor (todas las actuaciones fueron en el Teatro Goodman) y Curse of the Starving Class (en el Teatro Tiffany de Los Ángeles).
En su filmografía destacan títulos como La ley de Murphy, White Man's Burden, El jinete pálido y Blue Sky.
El 1 de abril de 2004 falleció en un hospital de Los Ángeles a causa de un infarto de miocardio mientras esperaba un trasplante de riñón puesto que también sufría insuficiencia renal.

## Premios y distinciones
Premios Óscar
| Año  | Categoría    | Película                         | Resultado |
| ---- | ------------ | -------------------------------- | --------- |
| 1970 | Mejor actriz | Diario de una esposa desesperada | Nominada  |